# Katarina Madirazza
Katarina Madirazza (geb. Strahinić, * 24. Oktober 1992 in Zagreb) ist eine kroatische Schauspielerin.

## Leben und Karriere
Katarina Madirazza wurde in Zagreb geboren und absolvierte dort die Akademie für dramatische Kunst. Sie verbrachte ein Semester an der Prager Filmakademie und hat an verschiedenen Schauspielfestivals in Kroatien und im Ausland sowie an verschiedenen Projekten an der Akademie der dramatischen Künste in Zagreb teilgenommen. Sie ist Mitglied des Stadttheaters Zorin dom in Karlovac.
In Kroatien erlangte sie Bekanntheit durch ihre Rolle der Adela in der Teenie-Serie Nemoj nikome reci (Sag es niemandem). Nach ihrer Rolle im ersten Teil der Trilogie Winnetou – Der Mythos lebt hatte sie ihren ersten Auftritt in einem deutschen Film. Daneben hat in einer Vielzahl von Kurzfilmen mitgewirkt.

## Filmografie
- 2013: Na terapiji (Fernsehserie, 9 Folgen)
- 2015: Crossing Lines (Fernsehserie, 1 Folge)
- 2015: Notes on Desire (Kurzfilm)
- 2015: Freak (Kurzfilm)
- 2015: Breeze (Kurzfilm)
- 2015–2017: Nemoj nikome reci [Sag es niemandem]  (Fernsehserie, 20 Folgen)
- 2016: Arene (Kurzfilm)
- 2016: Großstadtfieber (Kurzfilm)
- 2016: Ko te sisa
- 2016: Winnetou – Der Mythos lebt
- 2017: The Burden (Kurzfilm)
- 2017–2020: Ko te sisa (Fernsehserie, 88 Folgen)
- 2018: Pocivali u miru (Fernsehserie, 2 Folgen)
- 2018: Waldsterben (Kurzfilm)
- 2019: Crno-bijeli svijet (Fernsehserie, 1 Folge)
- 2019: Hartwig Seeler – Gefährliche Erinnerung (Fernsehfilm)
- 2020–2021: Dar Mar (Fernsehserie, 47 Folgen)